# Isaac Titsingh
Isaac Titsingh, född 10 januari 1745 i Amsterdam, död 2 februari 1812 i Paris, var en nederländsk kirurg, vetenskapsman, köpman och ambassadör. Under många år var Titsingh en uppsatt ämbetsman i Nederländska ostindiska kompaniet (Vereenigde Oostindische Compagnie, VOC). Han representerade europeiska handelsbolag vid exklusiva officiella kontakter med Tokugawa-shogunatet i Japan. Han for till Edo två gånger och fick audienser med shogun och andra höga ämbetsmän. Sedermera blev han Nederländernas och VOC:s generalguvernör i Chinsura i Bengalen. Titsingh samarbetade med sin motsvarighet, Charles Cornwallis, som var generalguvernör för Engelska ostindiska kompaniet (English East India Company). År 1795 representerade han VOC:s och Nederländernas intressen i Kina, varvid mottagandet av honom vid Qianlong-kejsarens hov kontrasterade mot det reserverade mottagande Storbritanniens ambassadör George Macartney fick då han besökte hovet just innan firandet av kejsarens sextio år på tronen. Titsingh fungerade i praktiken som sitt lands ambassadör och VOC:s handelsombud.

## Japan (1779–1784)

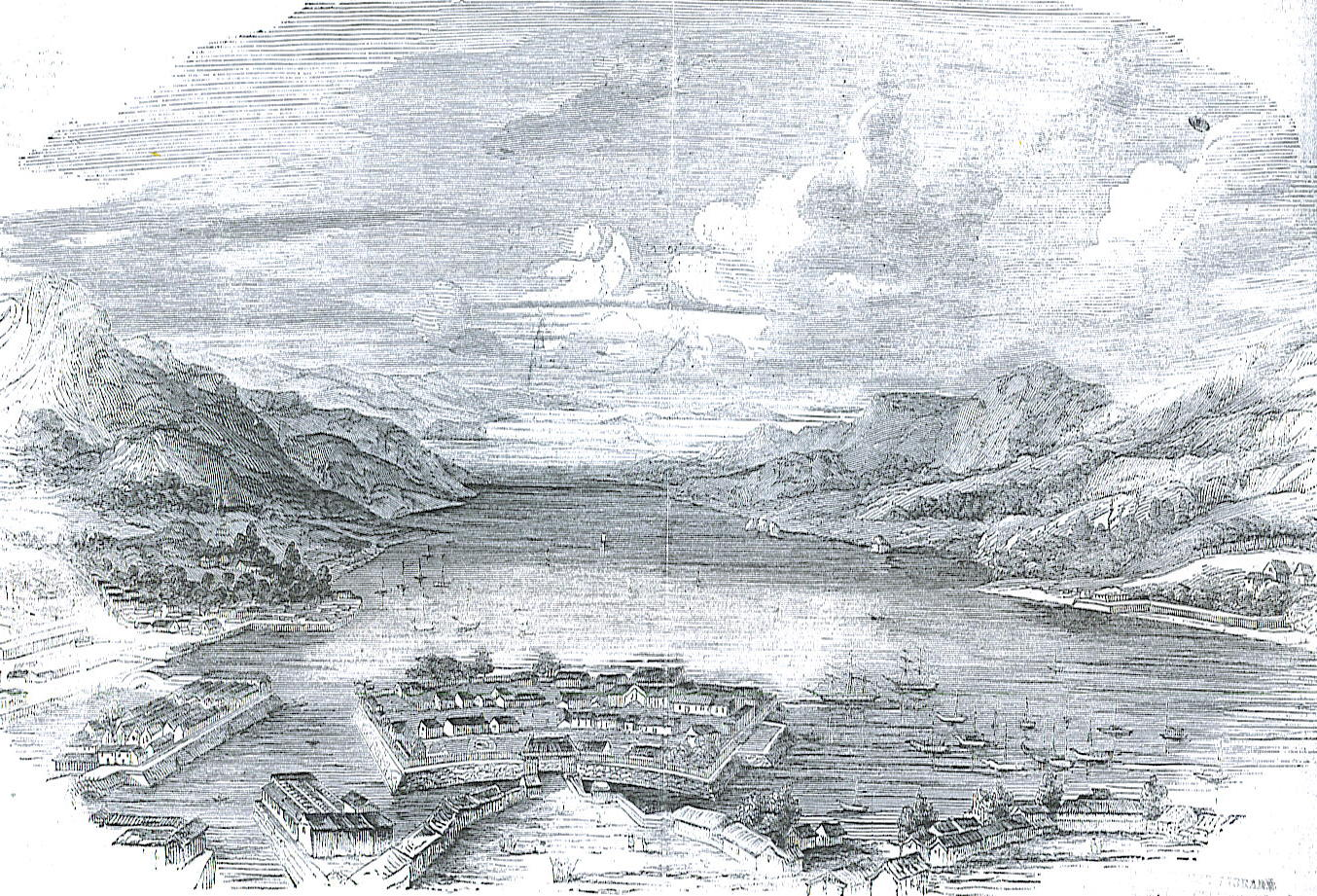
Ursprunglig överskrift: "Nagasaki and bay, Japan – The only port open to foreign trade" (Illustrated London News 26 mars 1853)

Titsingh var Opperhoofd (överhuvud) eller generalagent för handel i Japan 1779–1780, 1781–1783, och 1784. Som chef för VOC i Japan under den här perioden var han väldigt betydelsefull på grund av shogunatets isoleringspolitik. Till följd av den religiösa missionen som tidigare företagits under perioden, fick varken européer eller japaner vid dödsstraff beträda eller lämna den japanska övärlden. Det enda undantaget var VOC:s faktori eller handelsstation på ön Dejima vid Nagasakis kust på den sydliga japanska ön Kyūshū. I detta noggrant kontrollerade sammanhang blev VOC-köpmännen den enda officiella vägen för handel och vetenskapligt-kulturellt utbyte. VOC:s Opperhoofd medgavs nominellt samma ställning som japanska daimyo under det obligatoriska årliga artighetsvisiten hos shogun i Edo. Vid dylika sällsynta tillfällen kan Titsinghs informella kontakter med bakfu-ämbetsmän och rangaku-lärda i Edo ha varit betydelsefulla för hans formella audienser hos shogun, Tokugawa Ieharu.

## Indien (1785–1792)
Titsingh utnämndes 1785 till direktör över VOC:s handelsstation i Chinsura i Bengalen. Chinsura ligger uppströms från Calcutta vid Huglifloden, en av Ganges deltaarmar. Han verkar ha njutit av det europeiska kolonisamhällets intellektuella liv. Titsingh benämndes "mandarinen i Chinsura" och vetenskapsman-byråkrat av William Jones, en filolog och jurist i Bengalen.

## Batavia (1792–1793)
Titsinghs återkomst till Batavia (nuvarande Jakarta i Indonesien) lände till nya befattningar som Ontvanger-General (skattmästare) och sedermera Commissaris ter Zee (sjökommissionär).

## Kina (1794–1795)

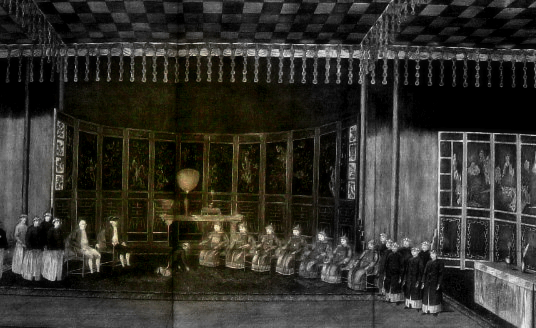
Den enda kända samtida avbildningen av Titsingh finns i van Braams bok om Titsinghs ambassad vid Qianlong-kejsarens hov. Titsingh är den sittande europén med hatt.

Titsingh utsågs till Nederländernas ambassadör vid det kejserliga hovet i Kina under högtidlighållandet av Qianlong-kejsarens 60-åriga regering, som hade inträffat ett par år tidigare. I Titsinghs delegation i Peking ingick Andreas Everardus van Braam Houckgeest och Chrétien-Louis-Joseph de Guignes, vars kompletterande redogörelser från ambassaden vid det kinesiska hovet publicerades i Förenta staterna och Europa.
Under den mödofyllda resa som Titsingh mitt i vintern företog mellan Kanton och Peking fick han se delar av Kinas inland som förut inte varit tillgängliga för européer. Hans sällskap anlände till Peking i tid till nyårsfirandet. Med kinesiska mått mätt blev Titsinghs delegation mottagen med ovanlig aktning och vördnad i  Förbjudna staden och, senare, i Yuanminyuan (gamla sommarpalatset). I kontrast till den brittiske ambassadören lord George Macartneys vägran att utföra koutou inför kejsaren, gjorde Titsingh sig stora bemödanden om att uppfylla den komplicerade hovetikettens krav, dock utan att uppnå några fler eftergifter än Macartney gjort två år tidigare. Detta var sista gången före opiumkrigens slut som en europeisk ambassadör hade audiens hos det manchuiska kejsarhovet under då rådande hovprotokoll.

## Återkomsten till Europa (1796–1812)

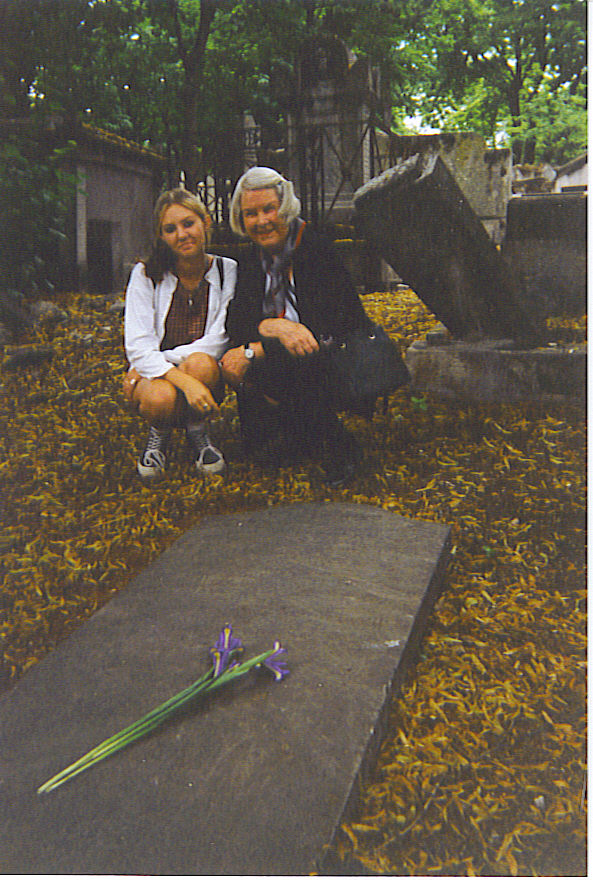
Mary Camper-Titsingh med barnbarnet, Meriah Druliner, på Père-Lachaise (13 juli 1996)

Titsingh återvände till Europa där han blev den förste att (bland annat) införa den unika Wasan-Euklidiska sangaku-matematiken i Väst.
Han dog i Paris (2 februari 1812) och är begraven på Père-Lachaise-kyrkogården. På hans gravvård står att läsa: "Ici repose Isaac Titsingh. Ancien conseiller des Indes hollandaises. Ambassadeur à la Chine et au Japon. Mort à Paris le 2 Février 1812, agé de 68 ans." (Här vilar Isaac Titsingh, förutvarande råd i Nederländska ostindiska kompaniet, ambassadör i Kina och i Japan. Dog i Paris den 2 februari 1812, vid 68 års ålder.)

## Eftermäle
Titsinghs erfarenheter och efterforskningar i Japan är upphovet till postumt utgivna böcker; mest anmärkningsvärda är:
- Titsingh, Isaac. (1820). Mémoires et Anecdotes sur la Dynastie régnante des Djogouns, Souverains du Japon, avec la description des fêtes et cérémonies observées aux différentes époques de l'année à la Cour de ces Princes, et un appendice contenant des détails sur la poésie des Japonais, leur manière de diviser l'année, etc.; Ouvrage orné de Planches gravées et coloriées, tiré des Originaux Japonais par M. Titsingh; publié avec des Notes et Eclaircissemens Par M. Abel Rémusat. Paris: Nepveu.

- Titsingh, Isaac. (1822). Illustrations of Japan; consisting of Private Memoirs and Anecdotes of the reigning dynasty of The Djogouns, or Sovereigns of Japan; a description of the Feasts and Ceremonies observed throughout the year at their Court; and of the Ceremonies customary at Marriages and Funerals: to which are subjoined, observations on the legal suicide of the Japanese, remarks on their their poetry, an explanation of their mode of reckoning time, particulars respecting the Dosia powder, the preface of a work by Confoutzee on filial piety, &c. &c. by M. Titsingh formerly Chief Agent to the Dutch East India Company at Nangasaki. Translated from the French, by Frederic Shoberl with coloured plates, faithfully copied from Japanese original designs.  London: Ackermann.

- Titsingh, Isaac. (1834). [Siyun-sai Rin-siyo/Hayashi Gahō, (1652)] Nipon o daï itsi ran [Nihon Ōdai Ichiran]; ou, Annales des empereurs du Japon, tr. par M. Isaac Titsingh avec l'aide de plusieurs interprètes attachés au comptoir hollandais de Nangasaki; ouvrage re., complété et cor. sur l'original japonais-chinois, accompagné de notes et précédé d'un Aperçu d'histoire mythologique du Japon, par M. J. Klaproth. Paris: Royal Asiatic Society, Oriental Translation Fund of Great Britain and Ireland.